# 336177 Churri
336177 Churri este o planetă minoră (asteroid) din centura de asteroizi. A fost descoperită pe 14 septembrie 2008 la Observatorio de La Cañada⁠(d) de Juan Lacruz⁠(d). 
Obiectul prezintă o orbită caracterizată de o semiaxă mare de 2,5625590860605 UAi, o excentricitate de 0,29, o înclinație de 5,4 ° în raport cu ecliptica.